# Реча-Вербія
Реча-Вербія (рум. Recia-Verbia) — село у повіті Ботошані в Румунії. Входить до складу комуни Дімекень.
Село розташоване на відстані 388 км на північ від Бухареста, 23 км на північний захід від Ботошань, 118 км на північний захід від Ясс.

## Населення
За даними перепису населення 2002 року у селі проживали 146 осіб, усі — румуни. Усі жителі села рідною мовою назвали румунську.